# Prêmio Rachel Carson

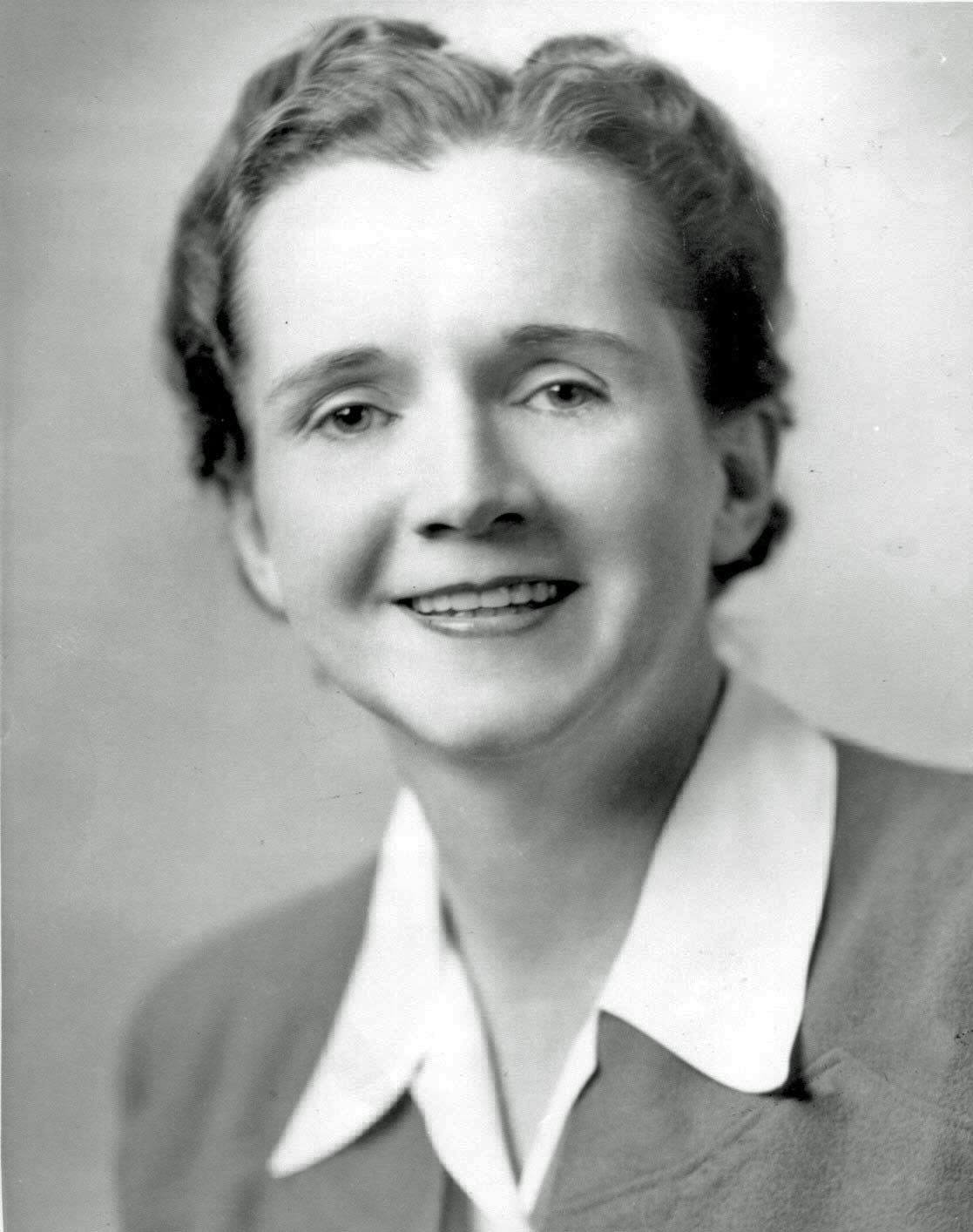
Rachel Carson, a homenageada no prêmio.

O Prêmio Rachel Carson (Rachel Carson-prisen) é uma premiação ambiental internacional, criada em Stavanger, Noruega , em 1991, para celebrar as conquistas da ambientalista Rachel Carson e premiar esforços em sua homenagem. O prêmio é concedido a uma mulher que se distinguiu no excelente trabalho pelo meio ambiente da Noruega ou internacionalmente.
O prêmio foi instituído espontaneamente durante uma reunião em 1989 em Stavanger, por iniciativa do palestrante Berit Ås. O prêmio consiste em dinheiro e uma O Pelicano da artista Irma Bruun Hodne.

## Laureadas
- 1991: Sidsel Mørck, autora norueguesa e ativista
- 1993: Bergljot Børresen, veterinário norueguesa
- 1995: Anne Grieg, psiquiatra norueguesa
- 1997: Berit Ås, feminista e professora de psicologia social norueguesa
- 1999: Theo Colborn, zoóloga americana
- 2001: Renate Künast, Ministra da Defesa do Consumidor, Alimentação e Agricultura na Alemanha
- 2003: Åshild Dale, agricultora norueguesa
- 2005: Malin Falkenmark, professora de hidrologia sueca
- 2007: Sheila Watt-Cloutier, ativista Inuit no campo da mudança climática[4]
- 2009: Marie-Monique Robin, jornalista francesa
- 2011: Marilyn Mehlmann[5]
- 2013: Sam Fanshawe, conservacionista marinha britânica
- 2015: Mozhgan Savabieasfahani, toxicologista iraniana [6]
- 2016: Gabrielle Hecht
- 2017: Sylvia Earle[7]